# 판데리크티스
판데리크티스(Panderichthys)는 3억 8000만 년 전 데본기(프라스니안 절)의 라트비아에 살았던 몸길이 90-130 cm 정도의 어류다. 독일계 발틴 고생물학자인 크리스티안 하인리히 판데르의 이름을 따서 명명되었다. 네발동물과 비슷하게 생긴 큰 머리를 가지고 있다.
판데리크티스는 라트비아 지역의 프라스니안(이른 후기 데본기) 퇴적층에서 두 종이 발견되었다. 판데리크티스 스톨보브아이(Panderichthys stolbovi)는 주둥이 화석 조각과 불완전한 아래턱만이 알려져 있다. 판데리크티스 롬보레피스(Panderichthys rhombolepis)는 좀 더 완전한 표본 여러 개로 이루어져 있다. 아마도 가장 초기의 네발동물과 자매그룹이었을 가능성이 높지만 판데리크티스는 유스테놉테론과 같은 육기어류와 초기 네발동물 사이의 전이과정을 보여주는 몇몇 특징들을 갖추고 있다.

## 고생물학

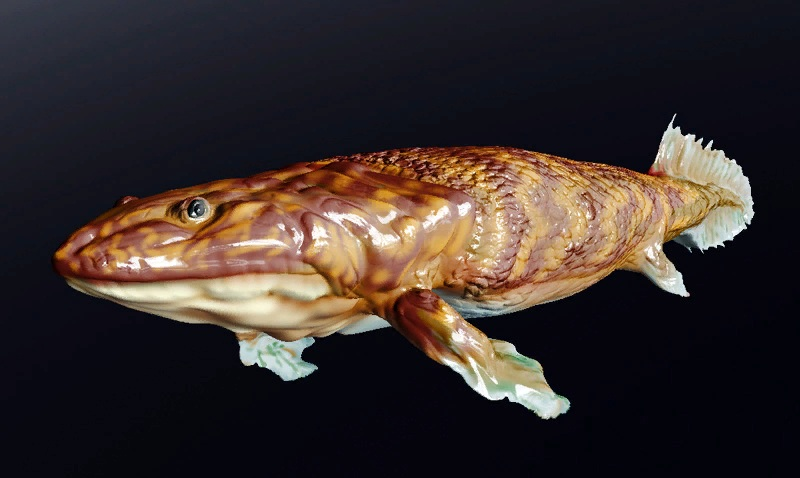
판데리크티스 복원.

최근 기존의 판데리크티스 화석을 CT 스캐너를 이용하여 다시 조사하자 지느러미의 골격구조 끝 부분에서 뚜렷하게 분화된 방사상의 뼈들이 발견되었다. 손가락과 비슷한 이 뼈들에는 관절이 없고 매우 짧지만, 어류의 지느러미와 네발동물 사이의 중간 형태를 보여주고 있다.
2010년에 네이쳐에 게재된 논문에서 3억 9700만 년의 연대가 "확정된" 폴란드의 해성 조간대 퇴적물에서 잘 보존된 네발동물의 이동흔적이 발견되었다. 따라서 판데리크티스는 살아남은 잔존 생물로 어류같은 생물에서 네발동물로 진화하는 중간 형태의 특징을 보여주지만 연대는 그런 전이과정과 들어맞지 않는 경우를 보여준다. 이 이동흔적으로 인해 "어류-네발동물 사이의 전이가 일어난 시기, 생태 및 환경적 배경 뿐 아니라 몸 화석 기록이 얼마나 완전한지도 근본적으로 다시 생각해보게 되었다."

## 같이 보기

후기 데본기 척추동물의 종분화. 수중생활을 하는 육기어류의 후손은 - 유스테놉테론 같은 - 는 다음과 같은 일련의 적응을 보여주었다. 육기어류의 후손에는 실러캔스와 같이 바다에 사는 육기어류도 포함된다.

- 판데리크티스, 얕은 진흙탕에 적응;
- 틱타알릭 땅 위에서 움직일 수 있는 다리처럼 생긴 지느러미;
- 잡초가 많은 늪지에 살던 초기 네발동물:{{unordered list

- 유스테놉테론
- 엘피스토스테게

## 참고 문헌
1. ↑  “Fingers and toes evolved from fins say scientists”. 2008년 9월 22일에 원본 문서에서 보존된 문서. 2008년 9월 22일에 확인함.
2. 1 2  Niedzwiedzki, G., Szrek, P., Narkiewicz, K., Narkiewicz, M and Ahlberg, P., Nature 463(7227):43–48, 2010, Tetrapod trackways from the early Middle Devonian period of Poland, 7 January 2010.
3. ↑  Editor's summary: Four feet in the past: trackways pre-date earliest body fossils. Nature 463.